# 2011 UY410
2011 UY410, também escrito como 2011 UY410, é um objeto transnetuniano que está localizado no Cinturão de Kuiper, uma região do Sistema Solar. Este corpo celeste é classificado como um plutino, pois, o mesmo está em uma ressonância orbital de 2:3 com o planeta Netuno. Ele possui uma magnitude absoluta de 9,2 e tem um diâmetro estimado com 64 quilômetros.

## Descoberta
2011 UY410 foi descoberto no dia 26 de outubro de 2011 pelo astrônomo M. Alexandersen.

## Órbita
A órbita de 2011 UY410 tem uma excentricidade de 0,135 e possui um semieixo maior de 39,263 UA. O seu periélio leva o mesmo a uma distância de 33,966 UA em relação ao Sol e seu afélio a 44,559 UA.